# 旗袍

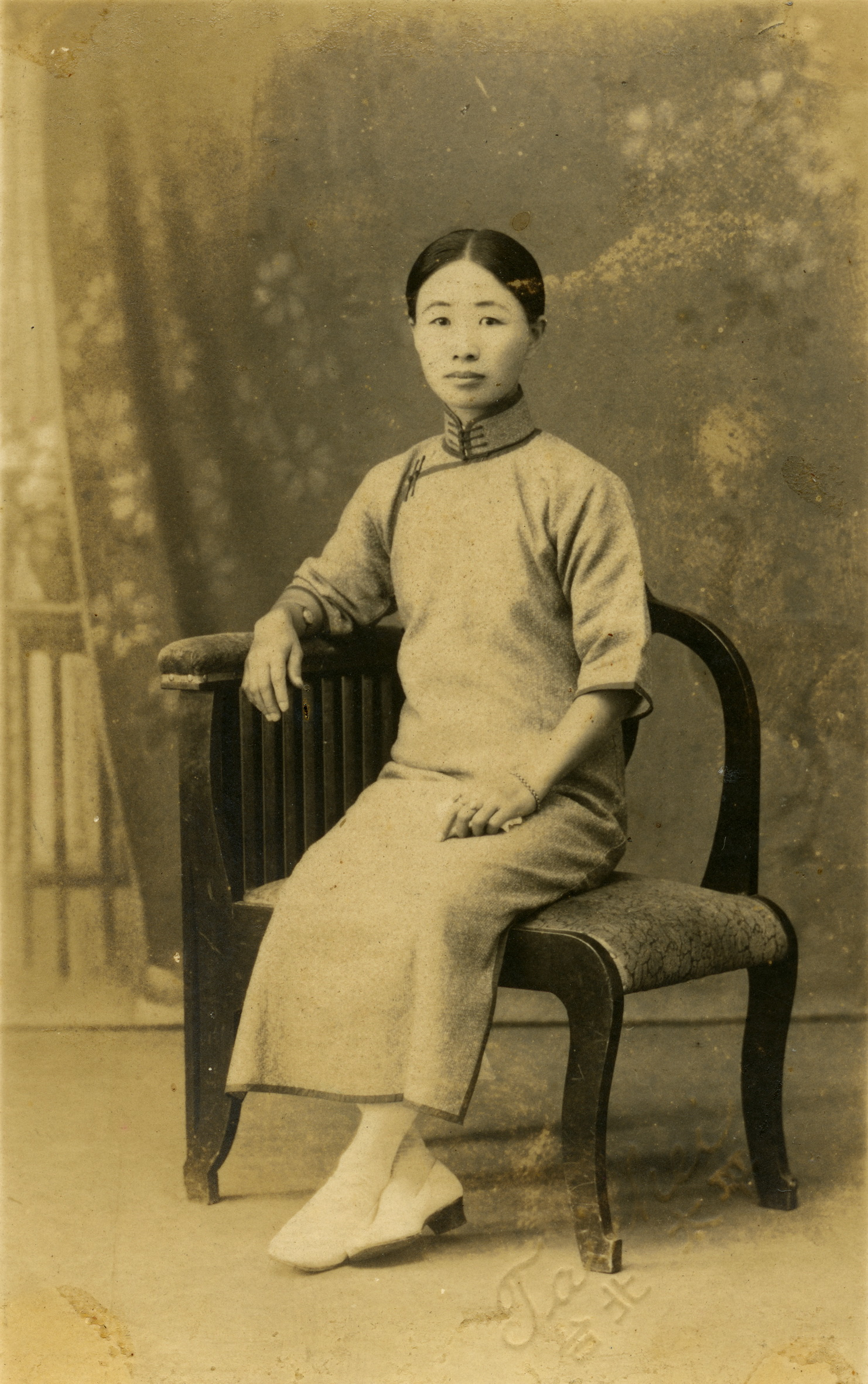
旗袍

旗袍是一種在近代被發明的中國女子服裝，由民國時期的女子模仿男子長衫而形成，在20世紀曾廣泛流行於中國，以上海和香港的女性為代表。

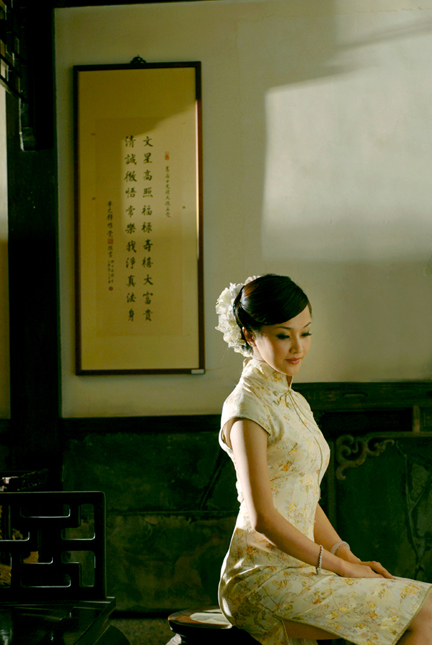
穿旗袍的女子

旗袍於1921出現，1925年開始流行，因為旗袍讓女子能穿著原本只有男性才能穿的“袍子”，在清朝末期體現了男女平等，在中華民國大陸時期成為女性國服。20世紀前葉，旗袍在上海的上流社會非常風行，是名媛聚會社交的標準配備服裝。這股風潮還傳到了香港，由於上海和香港外國人數量众多，導致旗袍最終在外國人眼中成為“代表中國女性的服飾”。直至今日，旗袍仍为上海和香港在近代歷史中的代表符号之一。

## 特徵

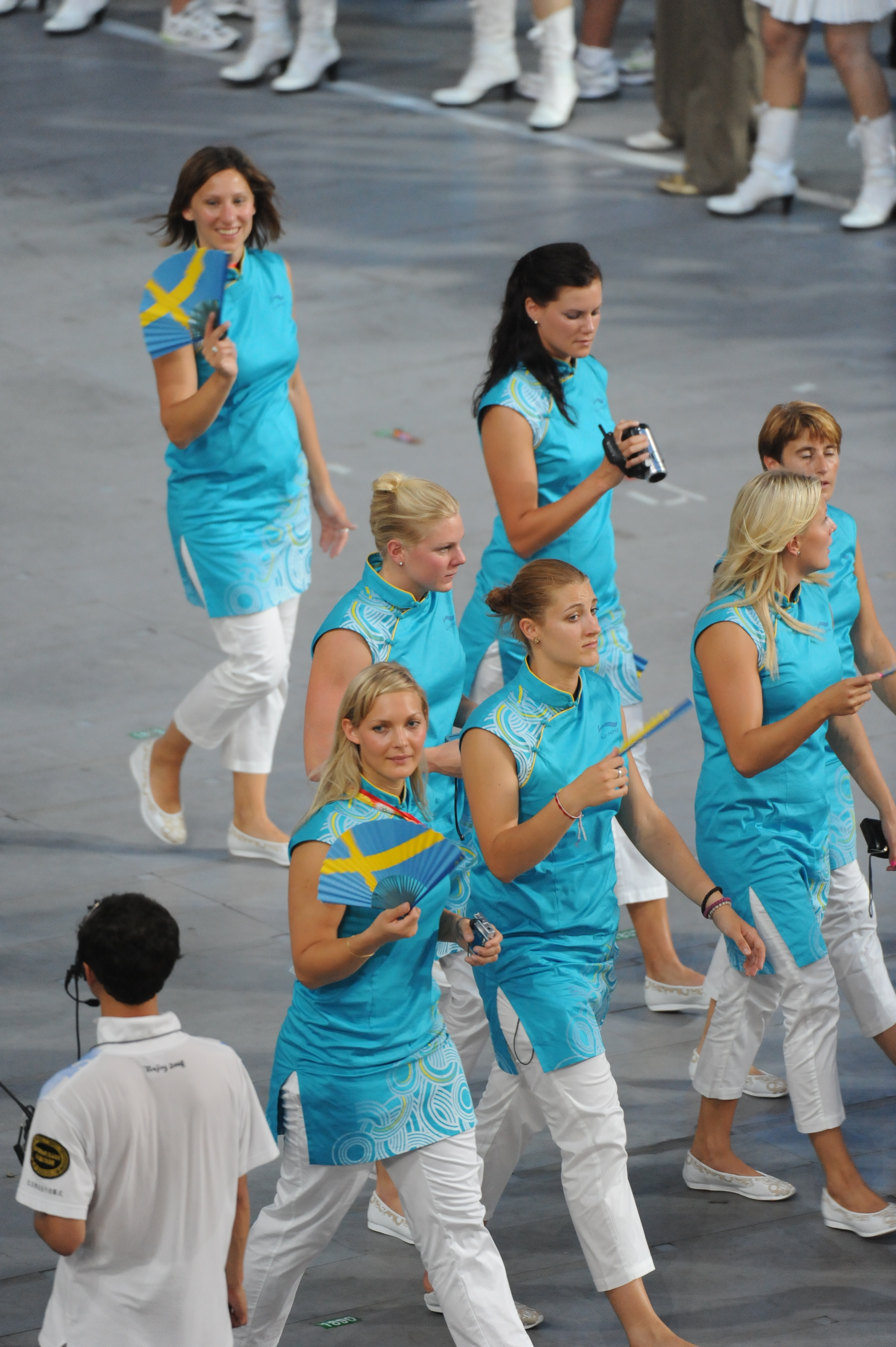
2008年北京奥运会开幕式上，身着旗袍式服装的瑞典代表团女运动员

特徵是右斜襟，帶裝飾性盤扣，兩側或右側開衩，立领，收腰，短袖或无袖。

### 審美
旗袍将中國服飾和西洋凸顯女性曲線的審美結合，一改男子長衫的宽大形象，衬托出中國女性的性感和典雅。

### 下擺
旗袍的下摆最长不會觸碰脚面，下擺最高會在膝上，部份旗袍可只蓋著下體。開衩高度從膝蓋到大腿末端均可，目前香港、台灣、和中國大陸均流行開高衩。旗袍的下擺中，可搭配絲襪、普通中式長褲或短褲，也可直接裸露雙腿。現代旗袍在正式場合中，以穿和皮膚相近的橘色或者黑色的絲襪為莊重。

### 面料
面料以丝绸、棉、麻、或者化學纤維等多種材質混纺，現代旗袍設計简洁、線條明朗，紋樣以中國傳統的福字紋、壽字紋、萬字紋、團龍紋、鳳毛紋、龜甲紋、捲祥雲紋的暗紋，八寶、燈籠、雙魚、葫蘆、瓔珞、牡丹、梅花、竹子、山水圖、童子圖的明紋為主，亦有直接單色或者西洋的幾何圖形。底色顏色多為紅、灰、黑、藍、綠色，可以採用織金、蜀錦、雲錦或者蘇繡工藝。

### 鞋子
早期与旗袍搭配的鞋多为平底皮鞋，但自20世纪30年代起，西式高跟鞋在中国流行，并开始与旗袍搭配，甚至一度促进了旗袍长度的增加，此后更与絲襪一同被视为旗袍的配套装束，这种将旗袍与高跟鞋搭配的观念更延续至今。

## 早期發展

### 清朝
旗裝，這原本是一種騎馬用的簡便式戰鬥服裝，但是在滿清入關之後，設計的越來越繁瑣華麗。在清朝，滿族女性所穿服裝沒有一個統一的稱謂，滿族女子的衣服除了被稱為「旗装」以外，也被称为「衬衣、氅衣、騎裝」等，但是在清朝沒有被直接稱呼稱為「旗袍」的情況。
漢族女性日常服飾自宋代以降皆為上衣下裙或上衣下褲的「兩截穿衣」樣式，男性日常服飾則以道袍、直身等上下連裳的袍服類為主。清代推行剃髮易服但只針對成年男性，即「男降女不降」，女性上衣樣式雖然有受滿族服裝影響，但仍維持明朝服飾的兩截穿衣樣式。到了清末，漢人服裝和旗裝已經融合，滿漢之間的界限已經模糊到無法被仔細定義，清朝袍子的設計直至辛亥革命之後仍然未有明顯改變。

### 中華民國大陸時期

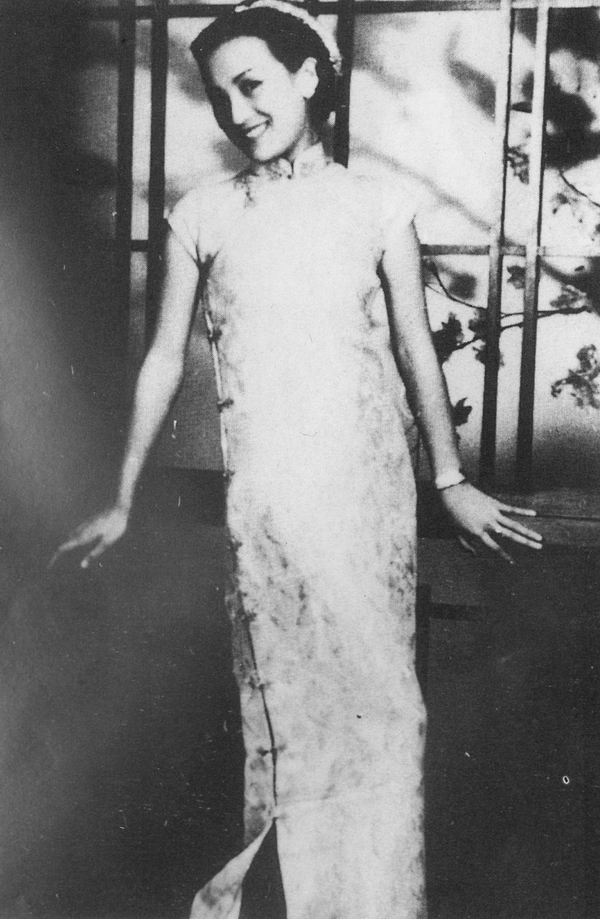
20世纪上半叶着旗袍的周璇

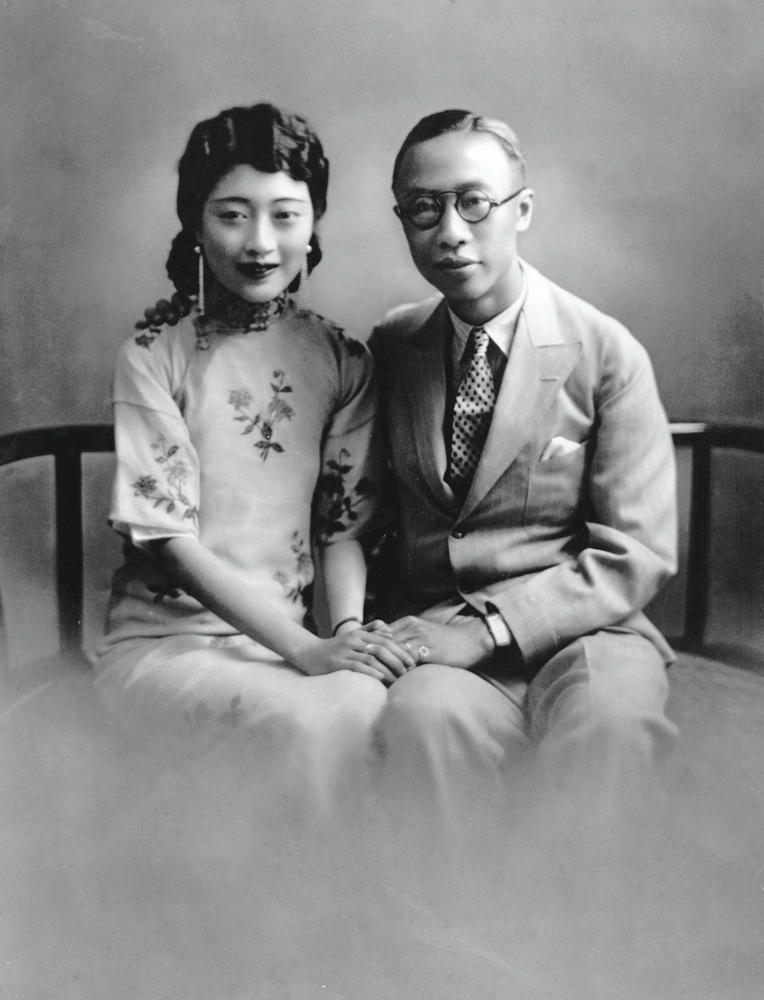
1930年的婉容和溥仪

即使清朝滅亡後，也只有旗人和少數人穿用袍子，當時的人們雖然不經常穿著它，但對長衫、「袍子」這一男性服飾的概念卻也不陌生。中華民國成立後，提倡五族共和，加上西風東漸，初受西方文化的熏陶的女性主張男女平權，可是四周的實際情形与理想相差太遠，女性在羞憤之下排斥女性化的一切事物，於是蓄意模仿男性，穿上傳統上屬於男性服裝的長袍，為現代旗袍的濫觴。她們希望通過穿著旗袍去反對“婦女被繁瑣服裝束縛，成為男人欣賞中的裝飾物”的形象，更想在「稱呼」上直接取得和男性一樣使用「袍子」權力。這時期的旗袍風格嚴冷方正。上海女學生是現代旗袍最早的主要使用者，有上海女校以旗袍為校服。辛亥革命之後，在排滿風潮的影響下，满洲妇女因为性命安全，大都拋棄純粹的滿洲旗裝，改穿現代旗袍，導致花紋繁複、刺繡眾多、長袖的貴族旗裝的流行度在中國境內極速衰退。
旗袍在1925年開始流行於上海，初期的形制以仍然以「倒大袖」为主，只不過比起清朝的袍子已經簡化了許多。學者研究指出，旗袍风尚的始发群体为上海的女學生群体，以当时其「女界领袖」的衣着引领地位和对西化新事物的接受能力而论，當時最早經常穿著旗袍的是女學生。這時期旗袍开始流行于上层社会和娱乐界，富家太太和电影明星趨之若鶩。1920年代末，欧美女子盛行短裙，画家万籁鸣在1928年8月为《良友》杂志第29期设计若干新式旗袍，上海南京路的鸿翔旗袍店善加模仿，依照西方流行的人体曲线美加以重新剪裁，生产出短式旗袍，促成了海派服饰风格的形成。
中华民国政府于1929年颁布法令，确定旗袍为国家礼服之一。中華民國历代元首夫人在外交场合下多穿旗袍，但有時亦有穿西式裙服。 時至2003年民進黨執政時，以「因時空環境變遷，皆已不合時宜；基於服飾文化宜由生活禮儀及美學為教育及推廣，毋須以法律強制規範，無繼續實行之必要」為由，經立法院通過、頒布總統華總一義字第 09200105560號令公布廢止。
在旗袍風行之前，无论是汉族的清漢女裝还是满族的旗裝，均有和上装相配的裙子、或者长裤，來将腿部遮盖。但這個傳統現代旗袍的配置中被刪除，除了1925年的旗袍萌芽期還有少量的「袍中穿裤」的记载外，其餘所有時間的时尚主流均为「旗袍内不可穿裙子及长裤」，但可以穿合身的絲袜、甚至直接裸露小腿。军阀孙传芳曾經以“有伤风化”为由，一度下令禁止上海妇女穿旗袍。
到1940年代，旗袍更發展成展現女性曲線的收腰設計、大膽裸露，且穿著簡單，而受到當時的知识界歡迎，穿旗袍的女性會被知識界認為是反傳統的、獨立自由的新中国女性。西方化的旗袍已經被認為是女性解放的象征，加上當時被列強侵略的社会氛圍，穿著原本清代旗裝反倒被會人為是封建反動的。這個風氣由上海开始蔓延到全中国，讓旗袍一度成为當時中國都市婦女、知識女青年的主要服装。即使落後地區的中國平民女性，也因為穿著簡單、價格便宜、能和上流社會享受同等待遇這些原因，而紛紛改穿美觀的現代旗袍。這些都導致旗袍最終脫離滿族的服裝體系，開始自成一派。
从20世纪20年代至40年代末，中国旗袍风行了20多年，改变了中国妇女长期来束胸裹臂的旧貌，让女性体态和曲线美充分显示出来，正适合当时的风尚，与当时女性解放密不可分。到30年代和40年代，旗袍已经成为城市女性重要服饰。而一般妇女，尤其是执教鞭的教师及年青学生，盛行穿着“阴丹士林”不褪色的蓝布旗袍。
- 1940年代着旗袍的周璇（左三）、李香蘭（左四）
- 1947年着旗袍的越剧十姐妹
- 1930年代身着旗袍的宋庆龄

## 後期歷史至今

### 台灣

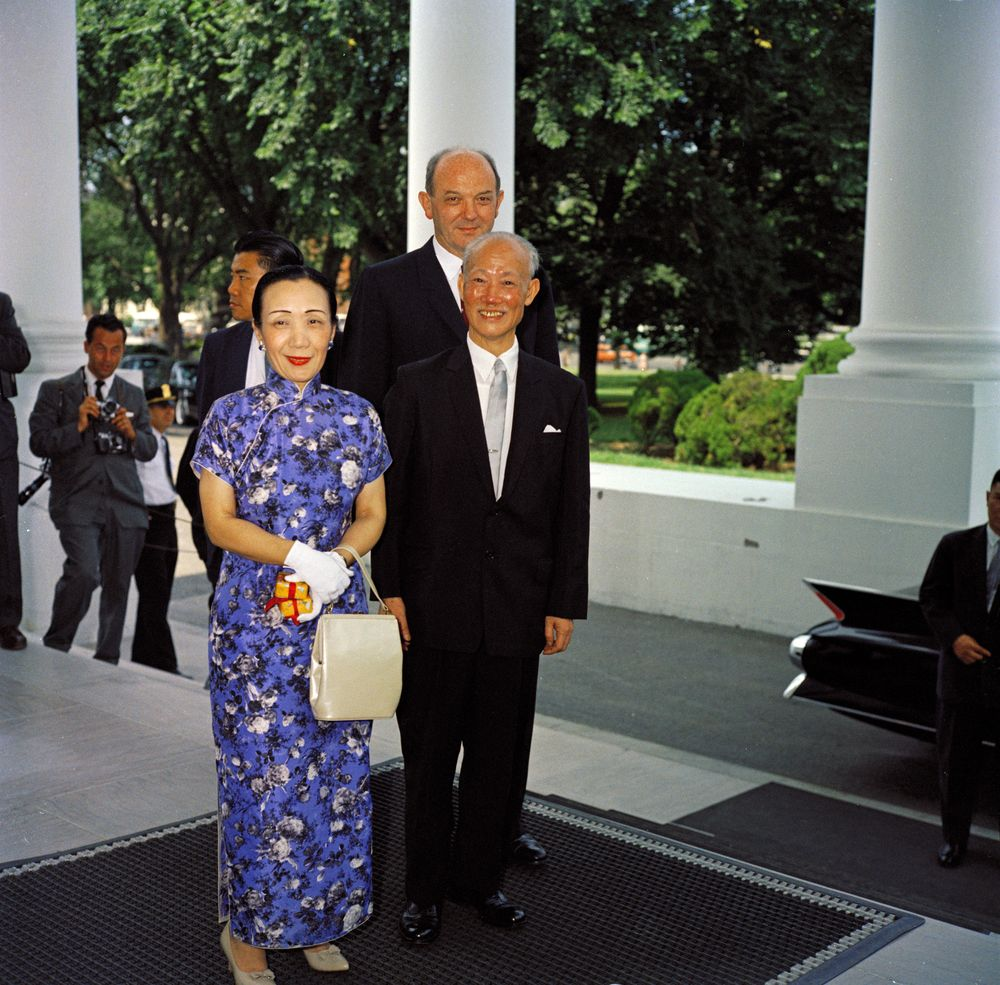
陳誠夫人譚祥於1961年7月訪問美國時，以旗袍示人

1919年，日本台灣總督田健治郎在臺灣推行「同化政策」，要求臺灣人放棄漢族的意識和文化，直接導致臺籍菁英份子的反彈，發展出臺灣首次的「新文化運動」，展現在服飾上的即是在30年代風行一時的單件式旗袍。旗袍也是日本統治下的台灣和滿洲國的上流社會漢族女子日常服裝，用于区分汉民族和其他民族；中華民國政府遷台后，由於当时总统夫人宋美齡極度愛着旗袍，台湾穿旗袍的女性人數有小幅度上升，但進入1980年代後逐漸退出流行。
日本戰敗後，中華民國接收臺灣初期，儘管在物質條件嚴重缺乏的情況下，有臺灣婦女仍把嫁妝的衣服修改成旗袍，來表達對中國的認同，然而這一時期的旗袍熱為時短暫，在228事件發生後即迅速地消退，在事件期間更發生過著旗袍和中山裝者遇襲。
1950年代至60年代，隨著政府遷臺的大量外省軍民帶來了第三次的旗袍風潮。在影視歌星、選美小姐、以至於上層社會的官夫人的帶動下，歷時十年始漸漸消退。
1980年代後，隨著社會的多元化及西方文化熏陶，目前民間之年輕女性，平時和正式場合幾乎著洋裝，官方亦是一樣。過往在中華民國總統就職及國慶日等重大典禮，「金釵」（女性接待人員）會著旗袍，直到2016年的就職改為洋裝。
自1962年以來，中華航空的空服人員制服也一直以旗袍為基礎。

### 香港

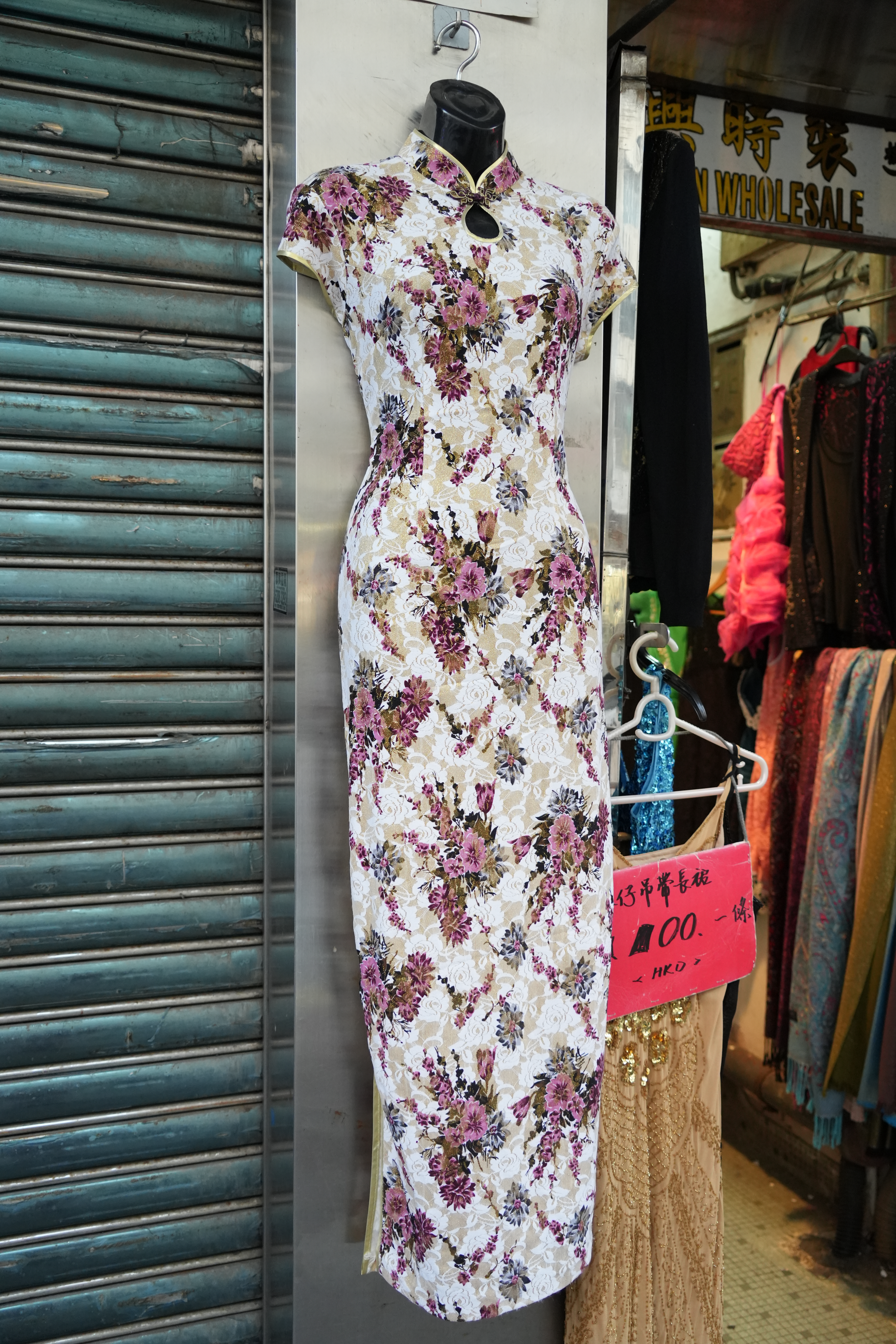
香港旗袍

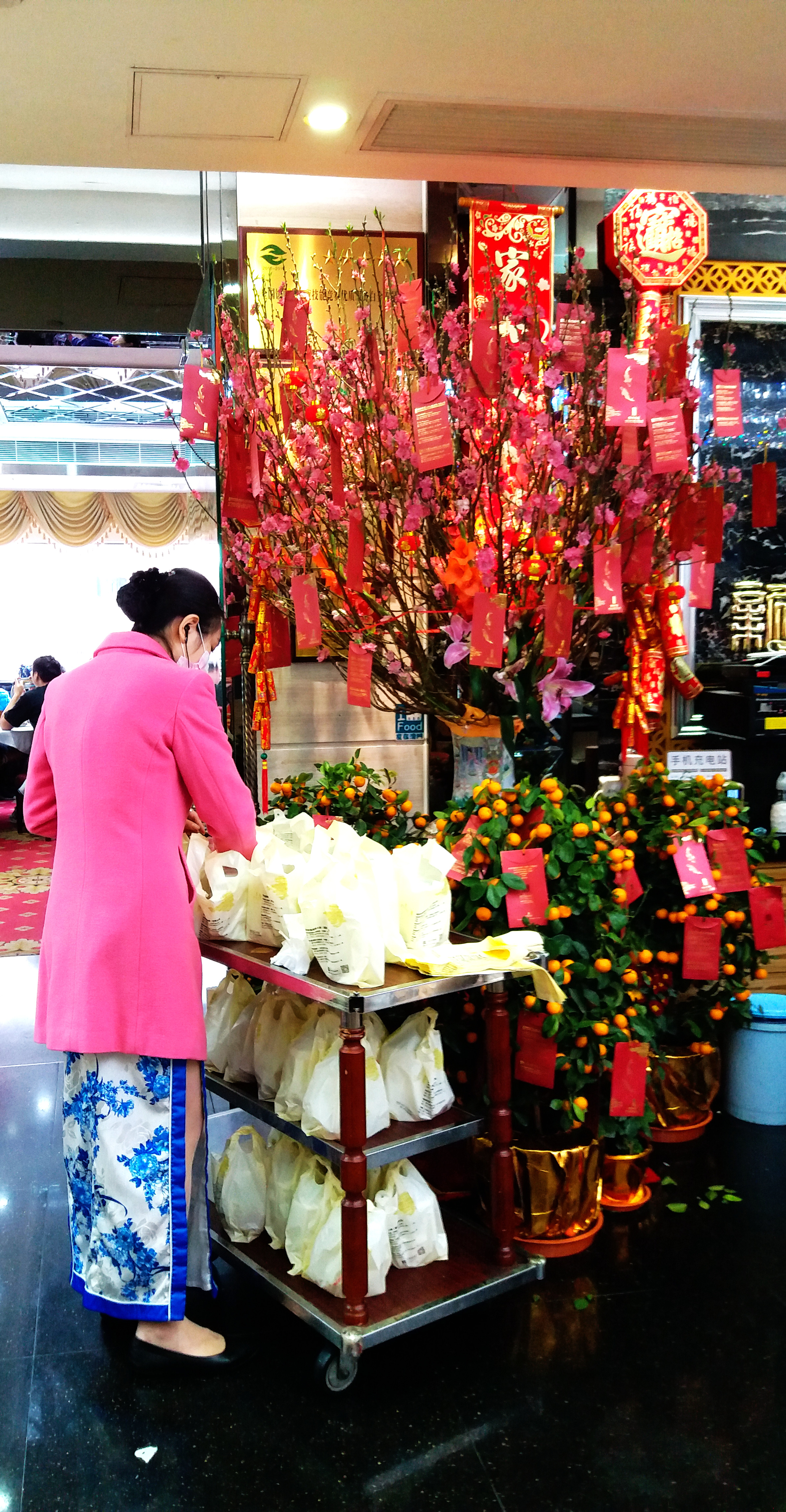
酒樓員工穿著的(開衩)旗袍

1949年後，中國共產黨在中國大陸打壓旗袍文化，然而旗袍文化得以在香港保留。戰前香港的「長衫」參考上海旗袍的款式，戰後發展出自己的特色。
旗袍在香港1930至1970年代曾經流行，不少辦公室女郎、女教師穿著素雅的旗袍上班，女性於喜慶場合如出席婚禮、宴會，或農曆新年時則穿著華麗的旗袍。亦有學校以藍、白等素色旗袍作為女學生的校服。
1980年代之後，旗袍在香港不再流行，年輕女性除了制服外不再作為日常服裝，多為年長女性穿著，或於子女、晚輩婚禮上擔任主婚人時作為禮服。女性高官出席重要場合也會穿著旗袍。香港前政务司司长陈方安生2001年4月19日的告别演说是穿着旗袍去发表的。
旗袍也是香港女性在進行一些中華文化相關表演時常用的服裝，又有部份香港女性會於華人傳統節日穿著，認為是華人代表服裝。

### 中華人民共和國

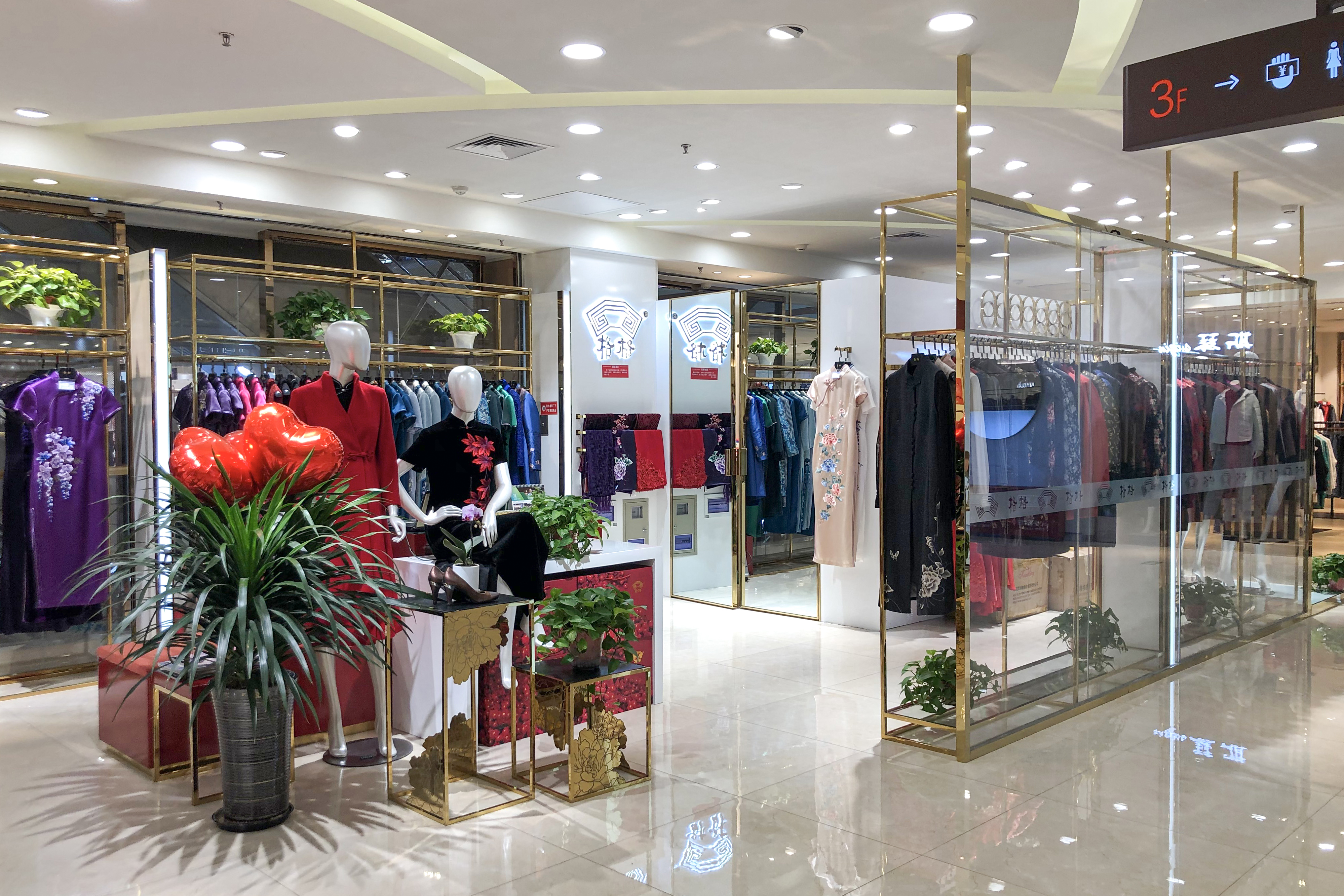
北京市的一家旗袍服装专营店

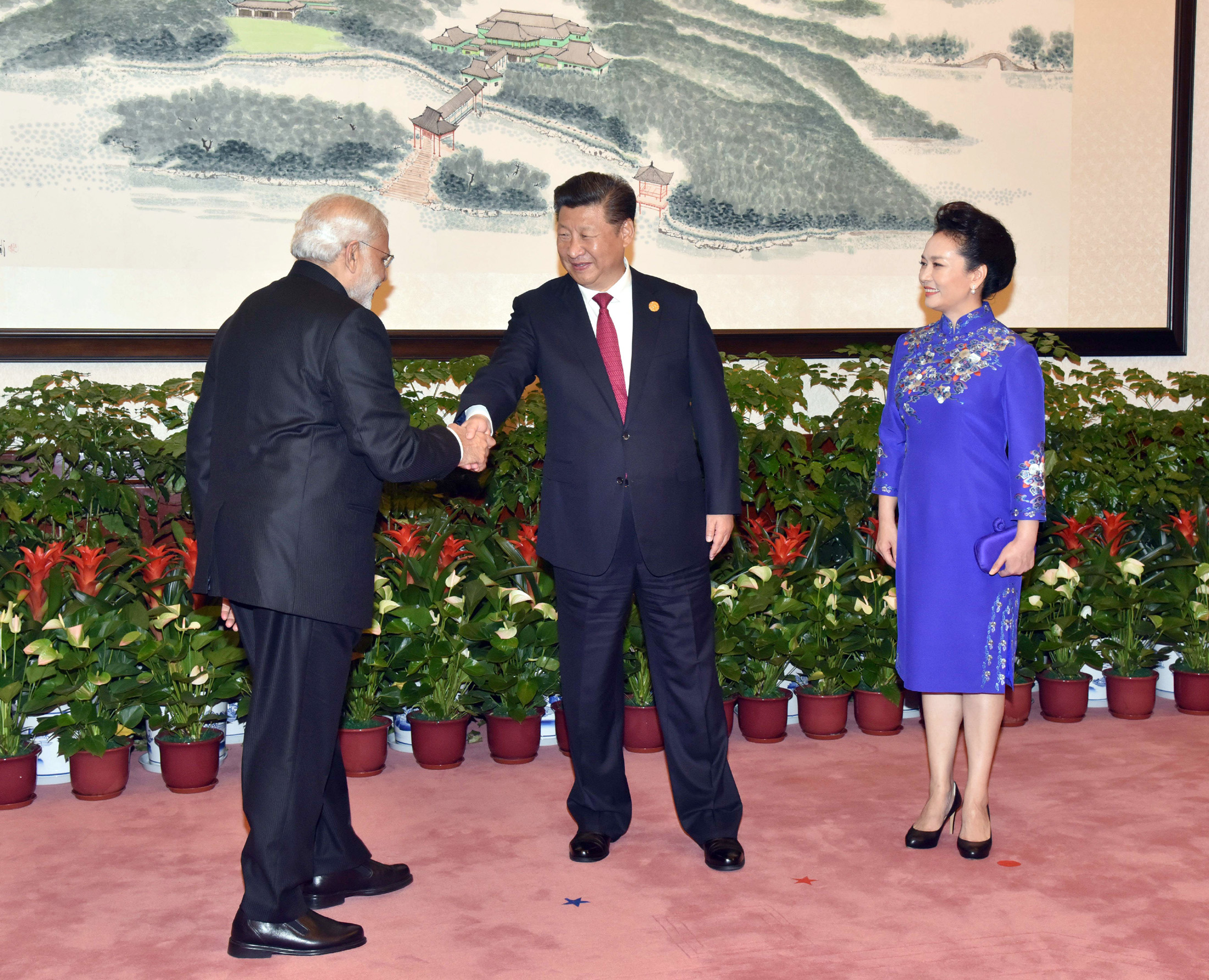
2016年9月4日，中国国家领导人习近平夫人彭丽媛身着蓝色旗袍出席2016年二十国集团杭州峰会欢迎晚宴

中華人民共和國建立后，因為中國共產黨提倡勤儉樸素，旗袍代表著資產階級，這些都被中華人民共和國當局嚴厲消滅。
在文化大革命中因旗袍被標籤為資本主義和封建主義的象徵，嚴重違反了國家理念而被直接禁止。原国家主席刘少奇的夫人王光美曾穿旗袍出访印尼等国，在文革中成为被批判的“罪状”，毛泽东的夫人江青强调王光美并非所谓的“第一夫人”，於是旗袍在中國大陸渐渐沒落。
1980年代改革開放后，港式旗袍在1980-90年代再次流行於中國大陸，旗袍重新流行起來，但流行度已經遠遠不如民國時代，基本只在迎賓、照相館、中國藝術表演、上海或香港風情展覽才能見到。另江泽民和胡锦涛等历届中共中央总书记的夫人出访均穿着旗袍。1990年代以来，在党和国家领导人的外交活动中女领袖或领袖夫人穿着旗袍已成为常态，她們穿著的均為改良版旗袍，為保持莊重竭力遮蓋身體各個部位，高開衩旗袍也從未享有過國家正式禮服的待遇。
从1980年代末期开始，一些宾馆和餐厅将流水线批量生产的廉价旗袍作为服务员工装，也有部分机构将此类制服旗袍用于礼仪小姐、推销员的着装，而此类服装大多由合成纤维制成，开衩很高、袍身较短、色彩鲜艳、做工粗糙，导致公众对旗袍产生“服务员工作服”的刻板印象甚至成為聲色場所中坐枱小姐的制服，令人有不良觀感，部分女性因此不敢在公开场合穿着旗袍。此外，市面上的旗袍元素服装也多采用假开襟、后背拉链，与严格意义上的旗袍存在本质区别。
此外，约2015年起，受移动互联网传播等因素影响，高考考生亲友和教师中逐渐形成高考当天穿旗袍送考的习惯，取“旗开得胜”之意为考生加油打气，甚至出现了对送考旗袍配色的讲究说法，比如红色代表好彩头，黄色代表辉煌，绿色代表一路绿灯，这一新兴习俗也使得旗袍的销量在高考前一个月内出现大幅增长。但也有考生家长及心理学者以可能加剧考生心理压力为由，对穿旗袍送考这一行为不以为然。除高考外，旗袍送考的习俗亦蔓延至中考。
中國大陆近年已经出版的旗袍专著多达数十本，近年来以旗袍为主要服装的民国题材電视剧及電影也大受欢迎，電影《花樣年華》、《色戒》和電視劇《情深深雨濛濛》、《旗袍》中的旗袍服装都讓观众留下深刻印象。

## 國際場合

### 中國大陸
1933年，旗袍曾在芝加哥世博会上获银奖。

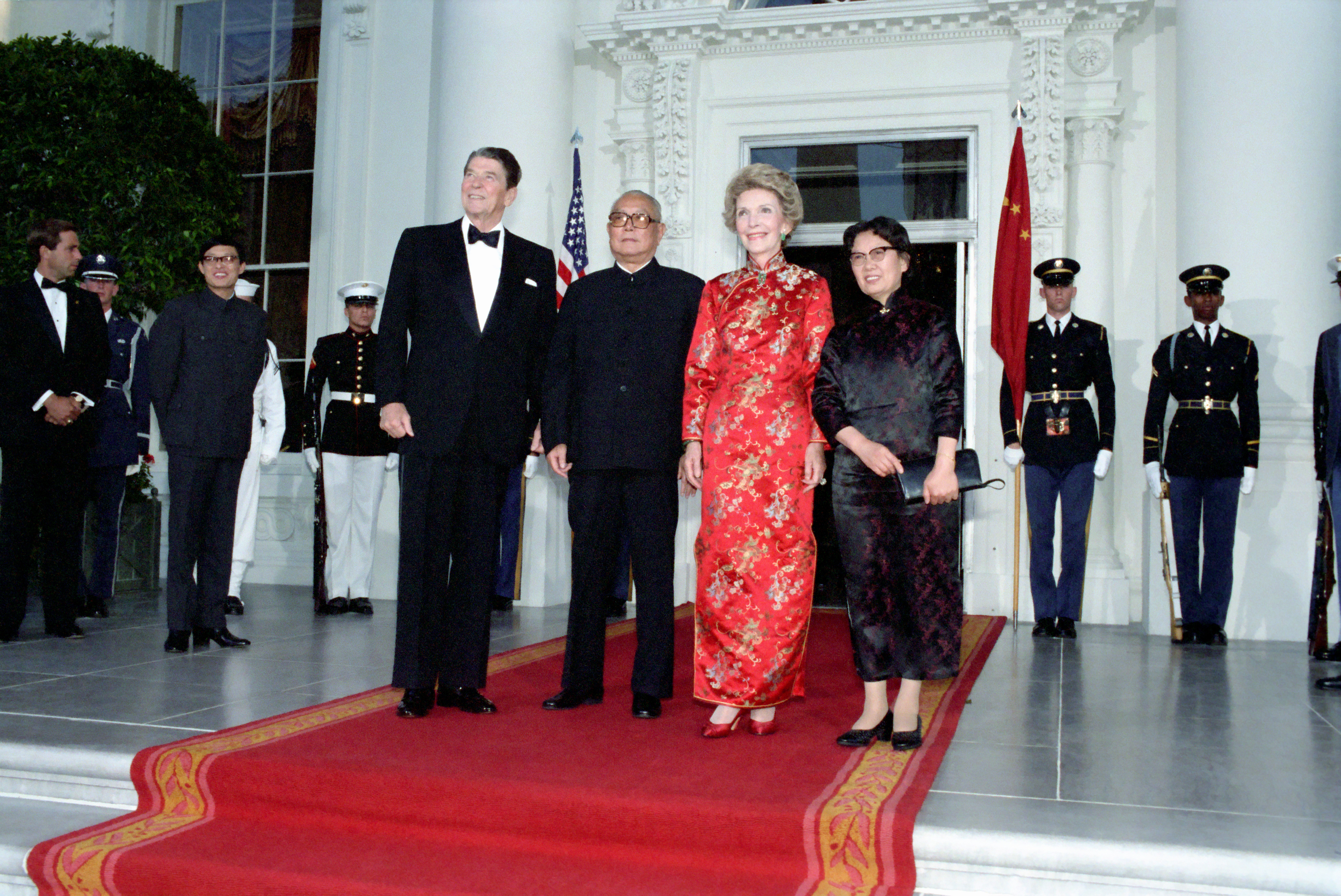
1985年中国国家主席李先念访美时，美国总统夫人南希·里根身着红色旗袍出席国宴

2010年，上海世博会组委会曾定制了60套缂丝旗袍作为中国政府赠送各国元首夫人的礼物，每件价值十万元。
一些外国驻上海总领事夫人也曾身穿旗袍参加慈善义演。外国游客到上海的第一个节目常常為订造旗袍，他們视旗袍为中國元素的代表。
在2008年北京奥运会开幕式上，瑞典代表团女运动员选擇旗袍款式服裝出場。由于该届奥运会的颁奖礼服也采用了旗袍元素，超过10位各国奥运冠军要求做一件中国礼服——旗袍用于自己的婚礼，并特别要求做成奥运会颁奖礼服的款式。
一些欧美明星在公众场合穿旗袍以为自己添加异国情调，當中包括帕丽斯·希尔顿、凯莉·米洛、艾玛·沃特森、珍妮弗·洛佩兹、比约克和滨崎步等，好莱坞巨星詹妮弗·洛佩兹、英国超模姬·摩絲、妮可·基德曼、维多利亚·贝克汉姆和席琳·迪翁的旗袍风采更可以证明旗袍在国际上的影响力。

## 外部連結
- 歲月‧港台－香港足印－《百載鑪峰》2002年－綺羅金翠（页面存档备份，存于）